# Бонно-Біч (Південна Кароліна)
Бонно-Біч (англ. Bonneau Beach) — переписна місцевість (CDP) в США, в окрузі Берклі штату Південна Кароліна. Населення — 1982 особи (2020).

## Географія
Бонно-Біч розташоване за координатами 33°19′20″ пн. ш. 79°59′23″ зх. д. / 33.32222° пн. ш. 79.98972° зх. д. (33.322276, -79.989824).  За даними Бюро перепису населення США в 2010 році переписна місцевість мала площу 6,18 км², з яких 6,08 км² — суходіл та 0,11 км² — водойми.

## Демографія
Згідно з переписом 2010 року, у переписній місцевості мешкало 1929 осіб у 782 домогосподарствах у складі 547 родин. Густота населення становила 312 осіб/км².  Було 1061 помешкання (172/км²).
Расовий склад населення:
| - 88,4 % — білих - 8,6 % — чорних або афроамериканців - 1,2 % — корінних американців |

До двох чи більше рас належало 1,2 %. Частка іспаномовних становила 1,1 % від усіх жителів.
За віковим діапазоном населення розподілялося таким чином: 19,7 % — особи молодші 18 років, 61,8 % — особи у віці 18—64 років, 18,5 % — особи у віці 65 років та старші. Медіана віку мешканця становила 47,0 року. На 100 осіб жіночої статі у переписній місцевості припадало 104,1 чоловіків;  на 100 жінок у віці від 18 років та старших — 100,1 чоловіків також старших 18 років.
Середній дохід на одне домашнє господарство  становив 57 651 долар США (медіана — 41 528), а середній дохід на одну сім'ю — 64 477 доларів (медіана — 48 646). Медіана доходів становила 40 709 доларів для чоловіків та 27 823 долари для жінок. За межею бідності перебувало 24,4 % осіб, у тому числі 42,5 % дітей у віці до 18 років та 12,1 % осіб у віці 65 років та старших.
Цивільне працевлаштоване населення становило 762 особи. Основні галузі зайнятості: роздрібна торгівля — 24,3 %, виробництво — 19,9 %, науковці, спеціалісти, менеджери — 11,4 %, освіта, охорона здоров'я та соціальна допомога — 9,3 %.